# 2009年4月英國

## 4月30日
- 英軍在巴斯拉舉行鳴金收兵儀式，標誌著英軍結束在伊拉克長達6年的軍事任務。BBC （页面存档备份，存于）
- 英揆白高敦在下院踞喀兵議案上遭擊敗後，保守黨表態不再支持政府有關改革議員福利薪津的議案，有關議案面臨被否決。保守黨黨魁甘民樂表示白高敦正喪失「管治威信」。BBC （页面存档备份，存于）

## 4月29日
- 英揆白高敦證實本土再有多三人感染豬流感，當中包括兩名分別來自伯明翰及倫敦的成人，以及德文郡的一名12歲女童。BBC （页面存档备份，存于）
- 自由民主黨議員呼籲工黨支持該黨有關放寬退役踞喀兵定居英國規定的提案。BBC （页面存档备份，存于）
- 自由民主黨有關放寬退役踞喀兵定居英國規定的提案獲得保守黨及部份倒戈的工黨議員支持，在下院以267票對246票獲得通過。BBC （页面存档备份，存于）

## 4月28日
- 一對剛從墨西哥渡蜜月返國的新婚夫婦，證實患上豬流感，現正康復，這是英國首宗病例。泰晤士報 （页面存档备份，存于）
- 三名被指有份參與2005年倫敦七七爆炸案的男子，在京士頓皇室法庭獲陪審團裁定無罪。BBC （页面存档备份，存于）

## 4月27日
- 英揆白高敦到訪阿富汗首都喀布爾，與阿富汗總統哈米德·卡爾扎伊會面，另外又探訪當地英軍。泰晤士報 （页面存档备份，存于）、BBC （页面存档备份，存于）
- 歐盟衛生專員警告英國國民不要前往有爆發豬流感的地區。BBC （页面存档备份，存于）

## 4月26日
- 衛生部官員表示現正密切留意在墨西哥爆發的豬流感疫病。BBC （页面存档备份，存于）
- 早前康沃爾一輛汽車在大雨期間被洪水沖入河流，車上一對年齡分別為26歲及17歲的兄妹至今仍未尋回。BBC （页面存档备份，存于）

## 4月25日
- 康沃爾一輛汽車在大雨期間被洪水沖入河流，車上一人死亡，另外兩人下落不明。BBC （页面存档备份，存于）
- 保守黨承諾如果上台執政將向小學在辦學模式上賦予更大自主權。BBC （页面存档备份，存于）

## 4月24日
- 對於高院去年9月裁定1997年前包括於香港退役的踞喀兵擁有居英權，內政部就裁決修改入境條例，表示可向4,300名退役踞喀兵給予居英權，但有團體批評修例後受惠人數事實上不出100人。BBC （页面存档备份，存于）
- 有研究顯示，英國每年有最多325名兒童被集團偷運入境，被迫從事勞役及賣淫等不法工作，其中大約每10人有7人是女性。BBC （页面存档备份，存于）

## 4月23日
- 最新數據顯示，本年報讀全日制大學學士學位課程的總人數由去年的481,784人上升8.8%至524,151人，而海外入學申請亦同時上升10%，分析指今年學位競爭將相當激烈。BBC （页面存档备份，存于）
- 極右的英國國家黨黨魁表示，「英國黑人」及「亞裔英國人」並「不存在」，認為該黨內部指引作出有關陳述沒有問題，他又舉例指「居於香港的英格蘭人是英國人而不是中國人」。BBC （页面存档备份，存于）

## 4月22日
- 財政大臣戴理德發表新一年《財政預算案》，當中計劃向年入15萬英鎊以上的高收入人，將現時40%的入息稅率上調至50%。另外，他又指國債在未來5年會佔上GDP的80%，但相信在高新科技產業出口帶動下，英國經濟可望在2009年底開始復甦。泰晤士報 （页面存档备份，存于）、BBC （页面存档备份，存于）
- 英國失業人數再創新亞，總數由去年12月到本年2月上升17.7萬人至210萬人；至於上月申領失業救濟人數共146萬人，上升73,700人，升幅比預期少。BBC （页面存档备份，存于）

## 4月21日
- 政府公佈英國上月消費物價指數比2月錄得0.4%通縮，是1960年以來首次錄得通縮。泰晤士報 （页面存档备份，存于）
- 零售集團TESCO公佈2008年業績，錄得10%的盈利增長，除稅前盈利達31.3億英鎊。BBC （页面存档备份，存于）

## 4月20日
- 政府消息透露，財相戴理德在即將發表的《財政預算案》中會宣佈在未來數年逐步削減政府開支共150億英鎊。BBC （页面存档备份，存于）、泰晤士報 （页面存档备份，存于）
- 自由民主黨建議預算案在來年寬減大部份僱員入息稅700鎊。BBC （页面存档备份，存于）

## 4月19日
- 英國總商會呼籲財相戴理德在即將發表的《財政預算案》中凍結最低工資水平，同時向小型企業減徵公司稅。BBC （页面存档备份，存于）
- 一輛汽車誤入英格蘭M1公路逆向行駛，與另一汽車迎頭相撞，釀成5人死亡。BBC （页面存档备份，存于）

## 4月18日
- 菲臘親王出任英女皇伊利沙伯二世的皇夫滿57年又70日，超越喬治三世的夏洛特皇后，成為英國歷史上在任時間最長的君主配偶。BBC （页面存档备份，存于）
- 對於一名警長早前被指在G20峰會示威其間過度使用武力，掌刮及毆傷一名女示威者，該女示威者接受訪問時認為該名警長的行為「非常暴力及沒有必要」。BBC （页面存档备份，存于）
- 前英倫銀行行長喬治勳爵（Lord George）因肺癌病逝，終年70歲。喬治勳爵本名愛德華·喬治（Edward George），1938年9月16日生於薩里，劍橋大學伊曼紐爾學院畢業，1962年加入英倫銀行，任內曾先後借調到莫斯科大學、國際結算銀行及國際貨幣基金組織，1993年至2003年出任英倫銀行行長，該行期間於1997年獲時任財相白高敦下放權力，使銀行獲獨立權力制定利率。喬治為樞密院顧問官，2000年獲英女皇封下級勳位爵士，是為愛德華·喬治爵士（Sir Edward George），2004年6月再晉封為終身貴族，2006年獲委康沃爾副郡尉。喬治死時遺下1962年迎娶的妻子凡妮莎·威廉斯（Vanessa Williams），以及他們的三名孩子。BBC （页面存档备份，存于）

## 4月17日
- 蘭開夏一名63歲的退休獨身女校長及市長去年在聖誕節前夕逝世，根據她在2005年所立遺囑，她飼養的4歲㹴犬獲分100,000鎊遺產。BBC （页面存档备份，存于）
- 對於月初G20峰會示威有一名男子死亡，死因庭指死者是死於內出血，而非早前認為的心臟病發。至於一名曾涉嫌以武力驅散該名男子的警員，正接受警察投訴委員會問話。BBC （页面存档备份，存于）

## 4月16日
- 政府計劃鼓勵市民購買電動汽車，並向買電動車的人士提供最多5,000鎊津貼。BBC （页面存档备份，存于）
- 去年11月被警方搜查下院辦公室，並一度遭帶署扣查的保守黨籍議員格林（Damian Green），獲警方決定不作任何起訴。BBC （页面存档备份，存于）

## 4月15日
- 政府最新數據顯示，在年齡介乎20至34歲的人口中，有多達1/3男性及1/5女性仍與父母居住，數字比過往明顯上升。BBC （页面存档备份，存于）
- 一名警長被指在G20峰會示威其間過度使用武力，毆傷一名女示威者，現正停職候查。BBC （页面存档备份，存于）

## 4月14日
- 有機構發表調查顯示，自金融海嘯以來，各地方城市的失業情況嚴重惡化，比倫敦情況更壞，其中伯明翰錄得全國失業人數最大的升幅。BBC （页面存档备份，存于）
- 早前被指涉嫌破壞諾丁罕的一座發電站而被捕的114人，全獲准保釋外出，有指涉案人士全部屬於一個環保團體。BBV （页面存档备份，存于）

## 4月13日
- 對於早前唐寧街首相府有高級官員寄電郵討論計劃抹黑保守黨的醜聞，衛生大臣莊翰生指英揆白高敦無需就此道歉。BBC （页面存档备份，存于）
- 警方採取大規模行動拘捕114人，指他們涉嫌破壞諾丁罕的一座發電站，警方在行動中又搜獲可對發電站造成損壞的「精良配備」。BBC （页面存档备份，存于）

## 4月12日
- 坎特伯里大主教羅恩·威廉斯在復活節呼籲基督徒，面對經濟逆境，不要追求物質生活尋求慰藉。BBC （页面存档备份，存于）
- 保守黨要求英揆白高敦就日前發生的電郵醜聞致歉。泰晤士報[]
- 英女皇伊利沙伯二世與皇室成員到溫莎堡聖喬治禮拜堂出席復活節禮拜。BBC （页面存档备份，存于）

## 4月11日
- 拉特蘭一所監獄發生騷亂，警方至下午仍未能控制局勢，至少有250囚犯拒絕投降。BBC （页面存档备份，存于）
- 唐寧街首相府爆出有接近白高敦的高級官員發送電郵，內容討論如何中傷保守黨要員，該名官員已就事件辭職。BBC （页面存档备份，存于）

## 4月10日
- 掌璽大臣夏雅雯接受訪問時表示，立場極右的英國國家黨在6月的歐洲議會選舉中將對工黨構成很大威脅。BBC （页面存档备份，存于）
- 西約克郡哈德斯菲爾德一間製餡餅的工廠發生爆炸意外，七人受傷，其中一人不治。BBC （页面存档备份，存于）

## 4月9日
- 專責反恐事務的倫敦警察廳助理總監卜·奎克（Bob Quick）昨日乘座駕前往唐寧街10號出席首相簡報會，下車時被記者拍得他公然手持刊有警方機密行動的文件，文件內容被在場記者清楚拍到。奎克今日宣佈就事件辭職。泰晤士報[]、BBC （页面存档备份，存于）
- 繼早前連續多次減息後，英倫銀行今宣佈4月維持利率於0.5厘。BBC （页面存档备份，存于）

## 4月8日
- 恩菲爾德（Enfield）一名黑人女法官入稟控告司法部種族歧視等罪，案情指事主於1999年投訴黑人在法庭遭歧視後，隨後七年半都不獲陞遷。每日郵報 （页面存档备份，存于）、泰晤士報[]
- 對於一名男子在4月2日G20峰會示威時，懷疑被警方打倒地上，隨後心臟病發身亡一事，內政大臣施卓琪及倫敦大都會警處處長均表示支持展開全面調查。泰晤士報[]、BBC （页面存档备份，存于）

## 4月7日
- 已被國有化的蘇格蘭皇家銀行計劃全球裁員9,000人，海外及本土裁員人數各佔一半。BBC （页面存档备份，存于）
- 英國國會對出早上有泰米爾之虎遊擊隊的支持者舉行集會示威，其間與警方爆發衝突，四人被捕。BBC （页面存档备份，存于）
- 內政大臣施卓琪對被指濫用議員津貼一事辯護，指自己為主要寓所申領第二寓所房屋津貼是「公平和合理」。BBC （页面存档备份，存于）

## 4月6日
- 一名16歲男子結伴在什羅普郡一山洞逗留稍作休息時，洞頂突然塌陷，男子被擊中，送院身亡。泰晤士報[]
- 最新數字顯示，英國3月汽車銷量比去年同期大跌30.5%。BBC （页面存档备份，存于）
- 有機構數據顯示英國政府赤字情況遠比預期嚴重，而財政部發言人指，政府有可能要在2016年前每年多收390億英鎊，才能控制舉債情況。BBC （页面存档备份，存于）

## 4月5日
- 有報導指前首相貝理雅成為現今全球收費最貴的演說家，每分鐘收費逾6,000英鎊，他最近為兩次活動各演說30分鐘，共賺取400,000鎊。泰晤士報 （页面存档备份，存于）
- 財政大臣戴理德承認當初錯估英國經濟衰退的嚴重程度，他表示經濟衰退持續時間將比想像中長。泰晤士報[]、BBC （页面存档备份，存于）

## 4月4日
- 資深上院法官賀輔明勳爵對歐洲人權法院作出抨擊，指該院試圖為歐洲制定統一法律，干預本土司法。BBC （页面存档备份，存于）
- 英揆白高敦讚揚北約同意暫時增兵阿富汗的決定。BBC （页面存档备份，存于）

## 4月3日
- 英揆白高敦計劃「小規模增兵」到阿富汗。BBC （页面存档备份，存于）、泰晤士報[]
- 一名17歲少女被指在倫敦的反G20峰會示威中，涉嫌刑事破壞蘇格蘭皇家銀行的倫敦分行，面臨判監。泰晤士報[]

## 4月2日
- G20峰會正式在倫敦召開，與會各國達成初步共識化解金融海嘯，當中包括擬定向IMF注資5,000億美元貸款、對避稅天堂作出管制以及引入一系列新監管金融業措施等等。BBC （页面存档备份，存于）
- 警方表示鴨巴甸郡對出北海海域（圖）的直昇機墜毀意外仍有8人失蹤，機上人等生還機會渺茫。

## 4月1日
- 英揆白高敦在唐寧街10號會見準備出席G20峰會的各國領導人；至於倫敦英倫銀行總行附近有反資本主義份子示威，並和警方爆發暴力衝突。泰晤士報[]、BBC （页面存档备份，存于）
- 一架屬於鑽油公司的直昇機在北海海域失事墜毀，機上16人至少8人身亡。BBC （页面存档备份，存于）

| 依月份排列新聞動態 |
| \| - 2014年英國：1月 - 2月 - 3月 - 4月 - 5月 - 6月 - 7月 - 8月 - 9月 - 10月 - 11月 - 12月 - 2013年英國：1月 - 2月 - 3月 - 4月 - 5月 - 6月 - 7月 - 8月 - 9月 - 10月 - 11月 - 12月 - 2012年英國：1月 - 2月 - 3月 - 4月 - 5月 - 6月 - 7月 - 8月 - 9月 - 10月 - 11月 - 12月 - 2011年英國：1月 - 2月 - 3月 - 4月 - 5月 - 6月 - 7月 - 8月 - 9月 - 10月 - 11月 - 12月 - 2010年英國：1月 - 2月 - 3月 - 4月 - 5月 - 6月 - 7月 - 8月 - 9月 - 10月 - 11月 - 12月 - 2009年英國：1月 - 2月 - 3月 - 4月 - 5月 - 6月 - 7月 - 8月 - 9月 - 10月 - 11月 - 12月 - 2008年英國：1月 - 2月 - 3月 - 4月 - 5月 - 6月 - 7月 - 8月 - 9月 - 10月 - 11月 - 12月 檢閱 \| |
| - 2014年英國：1月 - 2月 - 3月 - 4月 - 5月 - 6月 - 7月 - 8月 - 9月 - 10月 - 11月 - 12月 - 2013年英國：1月 - 2月 - 3月 - 4月 - 5月 - 6月 - 7月 - 8月 - 9月 - 10月 - 11月 - 12月 - 2012年英國：1月 - 2月 - 3月 - 4月 - 5月 - 6月 - 7月 - 8月 - 9月 - 10月 - 11月 - 12月 - 2011年英國：1月 - 2月 - 3月 - 4月 - 5月 - 6月 - 7月 - 8月 - 9月 - 10月 - 11月 - 12月 - 2010年英國：1月 - 2月 - 3月 - 4月 - 5月 - 6月 - 7月 - 8月 - 9月 - 10月 - 11月 - 12月 - 2009年英國：1月 - 2月 - 3月 - 4月 - 5月 - 6月 - 7月 - 8月 - 9月 - 10月 - 11月 - 12月 - 2008年英國：1月 - 2月 - 3月 - 4月 - 5月 - 6月 - 7月 - 8月 - 9月 - 10月 - 11月 - 12月 檢閱       |